# Dharmesh Darshan
Dharmesh Darshan (ur. 16 maja 1967 w Bombaju) – bollywoodzki reżyser i scenarzysta filmowy. Zadebiutował w 1993 roku w filmie wyprodukowanym przez brata Suneel Darshana (reżysera Więzy miłości i Deszcz). Kolejny film przyniósł mu nagrody i popularność widzów – Raja Hindustani (z Aamir Khanem). Podobnie popularnością cieszył się Dhadkan (z Akshay Kumarem).

## Filmografia
| Rok  | Film                   | Role(                |
| ---- | ---------------------- | -------------------- |
| 1993 | Lootere                | reżyser, scenarzysta |
| 1996 | Raja Hindustani        | reżyser, scenarzysta |
| 2000 | Mela                   | reżyser, scenarzysta |
| 2000 | Dhadkan                | reżyser, scenarzysta |
| 2002 | Wiem, czym jest miłość | reżyser, scenarzysta |
| 2005 | Bewafaa                | reżyser, scenarzysta |
| 2006 | Aap Ki Khatir          | reżyser              |

## Nagrody i nominacje
- Nagroda Filmfare dla Najlepszego Filmu – Raja Hindustani
- Star Screen Award Best Film, Raja Hindustani
- nominacja do Nagrody Filmfare dla Najlepszego Reżysera – Dhadkan
- nominacja do Nagrody Filmfare dla Najlepszego Filmu – Dhadkan
- Star Screen Award Best Director, Raja Hindustani